# Memória Globo
Memória Globo é a abreviação de Projeto Memória do Grupo Globo (anteriormente a abreviação foi Projeto Memória das Organizações Globo) uma série de iniciativas das empresas de comunicação do grupo, fundado pelo jornalista Roberto Marinho e visa preservar a memória dos veículos que o compõem. Criado em 1999, o Memória Globo é área responsável pela história da TV Globo e de seus profissionais.
Desde 2008, mantém um site onde é possível encontrar informações, fotos e vídeos sobre telejornais, coberturas jornalísticas e esportivas, perfis de profissionais e programas, da inauguração da Globo aos dias atuais.
Os integrantes do Projeto Memória Globo fazem diversas entrevistas e pesquisas para obtenção de informações. O Memória Globo desenvolve um programa de história oral e já realizou mais de mil entrevistas com funcionários, ex-funcionários e colaboradores.
Entre os frutos do trabalho do grupo, que começou ainda na década de 1990, constam:
- O primeiro volume do Dicionário da TV Globo, trazendo em verbetes os programas produzidos pela emissora nos setores de teledramaturgia e entretenimento, lançado em 2003.[7]
- O livro Roberto Marinho, escrito pelo jornalista Pedro Bial, que traz um perfil biográfico do antigo dono da empresa e jornalista falecido em 2003.[7]
- O livro Almanaque da TV Globo, lançado no ano de 2006 com os principais programas desde sua inauguração.
- O livro Jornal Nacional: A Notícia Faz História, lançado em 2004 nas comemorações dos 35 anos do noticiário.[7][8]
- O site oficial lançado no dia 7 de junho de 2008, em comemoração dos 43 anos da emissora.
- O livro Autores: Histórias da Teledramaturgia, lançado no final de 2008, com 16 autores ilustres da emissora que ajudaram a fazer sua história e fazem até hoje.
- O livro JN – 50 anos de Telejornalismo lançado em agosto de 2019 em comemoração ao cinquentenário do Jornal Nacional.